# Fabian Feyaerts
Fabian Feyaerts (Arendonk, 1 januari 1998) is een Vlaams zanger en presentator. Hij gebruikt zijn voornaam als artiestennaam.
Hij werd bekend door zijn deelname aan het Junior Eurovisiesongfestival in 2012. Zijn coach hierbij was Ronny Mosuse. Hij vertegenwoordigde België met het liedje Abracadabra en behaalde de 5e plaats. Op 15 februari 2013 verleende Feyaerts medewerking aan de nieuwe videoclip van Femke Meines uit Nederland. Voordien had hij ook al een band.
De cd van Feyaerts' nieuwe nummer Ondersteboven kwam uit in de week van 9 april 2013.
Anno 2020 werkt Feyaerts als presentator bij TAGMAG.

## Discografie

### Singles
| Single met hitnotering(en) in de Vlaamse Ultratop 50 | Datum van verschijnen | Datum van binnenkomst | Hoogste positie | Aantal weken | Opmerkingen |
| ---------------------------------------------------- | --------------------- | --------------------- | --------------- | ------------ | ----------- |
| Abracadabra                                          | 2012                  | 13-10-2012            | tip32           | -            |             |
| Nanana                                               | 2015                  | 23-04-2015            | tip79           | -            |             |
| Ik heb op jou gewacht                                | 2015                  |                       | tip46           | -            |             |
| De eerste keer                                       | 2016                  | 28-05-2016            | tip             | -            |             |

2003: X!NK · 
2004: Free Spirits · 
2005: Lindsay · 
2006: Thor! · 
2007: Trust · 
2008: Oliver · 
2009: Laura · 
2010: Jill & Lauren · 
2011: Femke · 
2012: Fabian
- MusicBrainz: 7951c1f3-0af8-40c6-ac99-a17a4f390ac6